# プラロスティーノ
プラロスティーノ（伊: Prarostino）は、イタリア共和国ピエモンテ州トリノ県にある、人口約1,300人の基礎自治体（コムーネ）。

## 地理

### 位置・広がり

#### 隣接コムーネ
隣接するコムーネは以下の通り。
- アングローニャ
- ブリケラージオ
- サン・ジェルマーノ・キゾーネ
- サン・セコンド・ディ・ピネローロ

## 姉妹都市
- Mont-sur-Rolle、スイス 1976年